# Cyrtauchenius luridus
Cyrtauchenius luridus là một loài nhện trong họ Cyrtaucheniidae. Loài này phân bố ờ Algerije.